# Ehime FC
Ehime FC (愛媛FC Ehime Efushī?) es un equipo de fútbol de Japón, situado en la ciudad de Matsuyama, capital de la Prefectura de Ehime. Fue fundado en 1970 y juega en la J2 League desde la temporada 2024.

## Historia

### Primeros años (1970-1994)
El Ehime FC fue fundado en 1970 con el nombre de Matsuyama Soccer Club, un equipo de carácter local que disputaba las categorías inferiores de la Prefectura de Ehime.

### Ehime FC (1995-actualidad)
En 1995 decidió reorganizar su estructura para pasar a ser un equipo de fútbol semiprofesional, con apoyo del gobierno de la prefectura y la intención de pasar a ser un club profesional de la J. League.
Tras vencer en 2000 el campeonato de Ehime por tercera vez consecutiva, el equipo ganó una plaza para la Japan Football League en 2001. Con el apoyo de varios patrocinadores locales y el gobierno de la región, Ehime logró una plaza en la segunda división de la J. League en el año 2005, pasando por tanto al profesionalismo.
El equipo debutó en la J2 League de la temporada 2006, con un noveno lugar de trece participantes. En las siguientes temporadas encadenó unas malas posiciones en los últimos lugares de la liga.

## Uniforme
- Uniforme titular: Camiseta naranja, pantalón azul, medias naranjas.
- Uniforme alternativo: Camiseta blanca, pantalón blanco, medias blancas.

## Estadio
Ehime disputa sus partidos como local en el Estadio Ningineer de Matsuyama, con capacidad para 20.000 espectadores. El campo es un recinto multiusos, con pistas de atletismo y otras instalaciones.

## Jugadores

### Jugadores destacados
La siguiente lista recoge algunos de los futbolistas más destacados de la entidad.
| Japón - Kenichi Yagara (2004-2006) - Hikaru Hironiwa (2005-2006) - Hideto Inoue (2005-2008) - Eigo Sekine (2005-2014) - Go Nakamura (2007) - Hikaru Kuba (2012) - Kodai Yasuda (2015-2017) |

## Rivalidades
Derbi de Shikoku
El derbi que enfrente a los equipos de la región de Shikoku Tokushima Vortis, Ehime FC y Kamatamare Sanuki, algunos partidos tienen nombres específicos, el derbi entre el Tokushima Vortis y el Kamatamare Sanuki es conocido como el Higashi Shikoku Classico (Clásico del Este de Shikoku) y el partido entre el Kamatamare Sanuki y el Ehime FC como Kita Shikoku Classico (Clásico del Norte de Shikoku).

## Palmarés
- Tercera División de Japón (2):
  - J3 League (1): 2023
  - Japan Football League (JFL) (1): 2005
- Liga Regional de Shikoku (3): 1998, 1999, 2000